# العلاقات النيجرية الميانمارية
العلاقات النيجرية الميانمارية هي العلاقات الثنائية التي تجمع بين النيجر وميانمار.

## مقارنة بين البلدين
هذه مقارنة عامة ومرجعية للدولتين:
| وجه المقارنة                                              | النيجر          | ميانمار          |
| --------------------------------------------------------- | --------------- | ---------------- |
| المساحة (كم2)                                             | 1.27 مليون      | 676.58 ألف       |
| عدد السكان (نسمة)                                         | 21.48 مليون     | 53.37 مليون      |
| الكثافة السكانية (ن./كم²)                                 | 16.91           | 78.88            |
| العاصمة                                                   | نيامي           | نايبيداو، يانغون |
| اللغة الرسمية                                             | لغة فرنسية      | اللغة البورمية   |
| العملة                                                    | فرنك غرب أفريقي | كيات ميانماري    |
| الناتج المحلي الإجمالي (بليون دولار)                      | 8.12 مليار      | 69.32 مليار      |
| الناتج المحلي الإجمالي (تعادل القوة الشرائية) بليون دولار | 19.01 مليار     | 282.95 مليار     |
| الناتج المحلي الإجمالي الاسمي للفرد دولار أمريكي          | 358             | 1.16 ألف         |
| الناتج المحلي الإجمالي للفرد دولار أمريكي                 | 938             |                  |
| مؤشر التنمية البشرية                                      | 0.348           | 0.536            |
| رمز المكالمات الدولي                                      | +227            | +95              |
| رمز الإنترنت                                              | .ne             | .mm              |
| المنطقة الزمنية                                           | ت ع م+01:00     | ت ع م+06:30      |

## منظمات دولية مشتركة
يشترك البلدان في عضوية مجموعة من المنظمات الدولية، منها:
| علم المنظمة | اسم المنظمة                        | تاريخ انضمام النيجر | تاريخ انضمام ميانمار |
| ----------- | ---------------------------------- | ------------------- | -------------------- |
|             | مؤسسة التنمية الدولية              | 24 أبريل 1963       | 5 نوفمبر 1962        |
|             | يونسكو                             | 10 نوفمبر 1960      | 27 يونيو 1949        |
|             | مؤسسة التمويل الدولية              | 7 يناير 1980        | 3 ديسمبر 1956        |
|             | منظمة حظر الأسلحة الكيميائية       | ?                   | ?                    |
|             | الأمم المتحدة                      | 20 سبتمبر 1960      | 19 أبريل 1948        |
|             | الاتحاد الدولي للاتصالات           | 14 نوفمبر 1960      | 15 سبتمبر 1937       |
|             | منظمة الشرطة الجنائية الدولية      | ?                   | ?                    |
|             | البنك الدولي للإنشاء والتعمير      | 24 أبريل 1963       | 3 يناير 1952         |
|             | الاتحاد البريدي العالمي            | ?                   | ?                    |
|             | وكالة ضمان الاستثمار متعدد الأطراف | 10 مايو 2012        | 16 ديسمبر 2013       |
|             | منظمة التجارة العالمية             | ?                   | ?                    |

## وصلات خارجية
- موقع وزارة الخارجية الميانمارية